# Edward Roybal
Edward Ross Roybal (ur. 10 lutego 1916 w Albuquerque, zm. 24 października 2005 w Pasadenie) – amerykański polityk, wieloletni członek Izby Reprezentantów.
Jego przodkowie pochodzili z Meksyku. Jako 6-latek przeniósł się wraz z rodziną do Kalifornii. Studiował zarządzanie na University of California w Los Angeles oraz prawo na Southwestern University. Pracował w administracji publicznej zajmującej się służbą zdrowia, szczególnie walką z gruźlicą. Służył w armii amerykańskiej w czasie II wojny światowej.
Był członkiem Partii Demokratycznej. W latach 1949–1962 zasiadał w Radzie Miasta Los Angeles, a w 1962 uzyskał mandat w Izbie Reprezentantów. Zasiadał w Kongresie USA nieprzerwanie w okresie 1963-1993, zajmując się przede wszystkim problematyką osób pochodzenia hiszpańskiego. W 1992 mandat w Izbie Reprezentantów zdobyła jego córka, Lucille Roybal-Allard.